# Erythraeidae
Erythraeidae zijn  een familie van mijten. Bij de familie zijn 55 geslachten met circa 770 soorten ingedeeld.